# Alice Donut
Gli Alice Donut sono un gruppo alternative/punk rock statunitense formatosi a New York nel 1987.
Si sono sciolti temporaneamente tra il 1996 ed il 2001, hanno inciso 10 album in studio e vari EP principalmente per l'etichetta Alternative Tentacles di Jello Biafra.

## Discografia

### Album
- Dork me Bangladesh (demo, 1987)
- Donut Comes Alive (LP, 1988)
- Bucketfulls of Sickness and Horror in an Otherwise Meaningless Life (LP, 1989)
- Mule (LP, 1990)
- Revenge fantasies of the impotent (LP, 1991)
- The Biggest Ass (EP, 1991)
- The Untidy Suicides of your Degenerate Children (LP, 1992)
- Dry-humping the Cash Cow (live LP, 1994)
- Pure Acid Park (LP, 1995)
- Three Sisters (LP, 2004)
- Fuzz (LP, 2006)
- Ten Glorious Animals (2009)

## Videografia
- London, There's a Curious Lump in My Sack (DVD, 2004)

## Componenti
- Tomas Antona - voce
- Stephen Moses - batteria, trombone
- Michael Jung - chitarra, tastiere, voce
- Sissi Schulmeister - basso, banjo, voce, fisarmonica
- David Giffen - chitarra
- Richard Marshall - chitarra (1990–1995)
- Ted Houghton - basso (1986–1990)
- Tom Meltzer - chitarra (1986–1987)